# Shi’ao (sockenhuvudort i Kina, Jiangxi Sheng, lat 29,00, long 114,19)
Shi'ao är en sockenhuvudort i Kina. Den ligger i provinsen Jiangxi, i den sydöstra delen av landet, omkring 170 kilometer väster om provinshuvudstaden Nanchang. Antalet invånare är 14 443. Befolkningen består av 7 475 kvinnor och 6 968 män. Barn under 15 år utgör 26,0 %, vuxna 15-64 år 67 %, och äldre över 65 år 6,0 %.
Runt Shi'ao är det ganska tätbefolkat, med 160 invånare per kvadratkilometer. Närmaste större samhälle är Zhajin, 4,8 km öster om Shi'ao. I omgivningarna runt Shi'ao växer huvudsakligen savannskog.
Genomsnittlig årsnederbörd är 2 289 millimeter. Den regnigaste månaden är maj, med i genomsnitt 385 mm nederbörd, och den torraste är oktober, med 57 mm nederbörd.